# Sjenina Rijeka
Sjenina Rijeka je naseljeno mjesto u sastavu općine Doboj, Republika Srpska, BiH.

## Stanovništvo
| Sjenina Rijeka     |              |
| godina popisa      | 1991.        |
| Muslimani          | 612 (90,13%) |
| Srbi               | 40 (5,89%)   |
| Hrvati             | 3 (0,44%)    |
| Jugoslaveni        | 10 (1,47%)   |
| ostali i nepoznato | 14 (2,06%)   |
| ukupno             | 679          |

Sjenina Rijeka kao samostalno naseljeno mjesto postoji od popisa 1991. godine. Do tada se nalazila u sastavu naseljenog mjesta Sjenina.